# 古韦里耶
古韦里耶(الغويرية) ，是卡塔尔的一个区。该区西临波斯湾，北临北部区 (卡塔尔)，东临豪尔区，南临朱迈利耶区。古韦里耶总面积622平方公里，总人口4,834（2010）。